# 周宗建
周宗建（1582年—1626年），字季侯，號來玉。直隸蘇州府吳江縣（今江蘇吳江市）人，明末政治人物，官監察御史。天啟間上疏彈劾權閹魏忠賢，下獄致死。爲東林七君子之一。

## 生平
吏部尚書周用之曾孫。少時聽楊繼盛故事，曾嘆道：“忠愍（楊繼盛）不死！”萬曆三十四年（1606年）丙午科應天府鄉試舉人，四十一年（1613年）中癸丑科進士，授武康縣知縣，又兼摄德清县，任內除汰杂役、清理赋额、重定漕规，一方大治。四十四年大计，调繁仁和县，均力役三百餘里，政績優秀。暂授工部主事，予假归。天启元年（1621年）改升福建道御史，巡按湖廣。
天启元年，為顧存仁、王世貞、陶望齡、顧憲成請諡。天啟二年（1622年），彈劾魏忠賢與客氏亂政，激怒明熹宗，因諸大臣力救免死。次年巡按湖广，丁父艰归。他在巡按湖广时上疏弹劾大学士馮銓之父馮盛明，冯为阉党，指使其门生工部主事曹钦程弹劾东林党四人周宗建、张慎言、李应升、黄尊素，誣其重金賄賂熊廷弼，遂被锦衣卫逮捕入京，关入诏狱，御史倪文焕等诋周宗建等讲学为伪学，疏曰：“聚不三不四之人，说不痛不痒之话，作不浅不深之揖，啖不冷不热之饼。”，六月十七日死於獄中，年四十五岁。

## 身后
崇祯元年追赠太仆寺卿。